# Instituto Francés de Ciencias Administrativas
El Instituto Francés de Ciencias Administrativas (IFSA) fue creado en 1947 por René Cassin.
Está reconocido como asociación de utilidad pública y es miembro del Instituto Internacional de Ciencias Administrativas. Tradicionalmente es dirigido por el vicepresidente del Consejo de Estado francés.

## Descripción
El Instituto Francés de Ciencias Administrativas tiene como objetivo de promover en Francia y en el extranjero las ciencias administrativas y el model francés de derecho administrativo. 
Desde su creación en 1947, la asociación organizó numerosos coloquios que cada uno ayudaron y ampliaron la reflexión de la doctrina jurídica sobre estos temas de derecho administrativo.
La asociación tiene más de 300 miembros que son parte de la alta función pública (Consejo de Estado, Tribunales financieros, Cuerpos de inspeción), de la universidad (profesores de derecho, estudiantes) y también de las empresas privadas.
Sus oficinas están situadas en el Consejo de Estado francés, plaza del Palais-Royal en París.

## Actividades
El Instituto organiza cada año dos coloquios :
- un coloquio de actualidad
- un coloquio histórico

### Coloquios de actualidad
- En 2009, el coloquio de actualidad organizado por el IFSA tenía como tema : "Seguridad pública, cooperación entre potencia pública y actores privados."

Otros ejemplos de coloquios pasados:
- La gestión delegada del servicio público
- France-Télécom-la Poste : nuevas empresas públicas? Un nuevo servicio público?
- La administración del ministerio de educación
- La administración pública y los nuevos medios de ayuda a los decidores
- Las expectaciones y las exigencias del ciudadano respeto a la administración
- El Estado y la empresa

### Coloquios históricos
El Instituto en colaboración con la Escuela Práctica de Altos Estudios organiza cada año un coloquio histórico con temas variados :
- La administración de la justicia
- El Estado y el teatro
- El Estado y el deporte
- El Estado y el crimen

## Actividades internacionales
El Instituto participa en las actividades del Instituto Internacional de Ciencias Administrativas (IISA). Una delegación del IFSA participó por ejemplo en la tercera conferencia internacional de la IISA en Beijing y también en la mesa redonda organizada en Quebec y llamada "Estados generales de la administración pública."
En 1998, la IFSA organizó en París el Congreso internacional de ciencias administrativas con el tema "el ciudadano y la administración" y que tuvo lugar en el palacio de la UNESCO en París.

## Composición del directorio de la IFSA

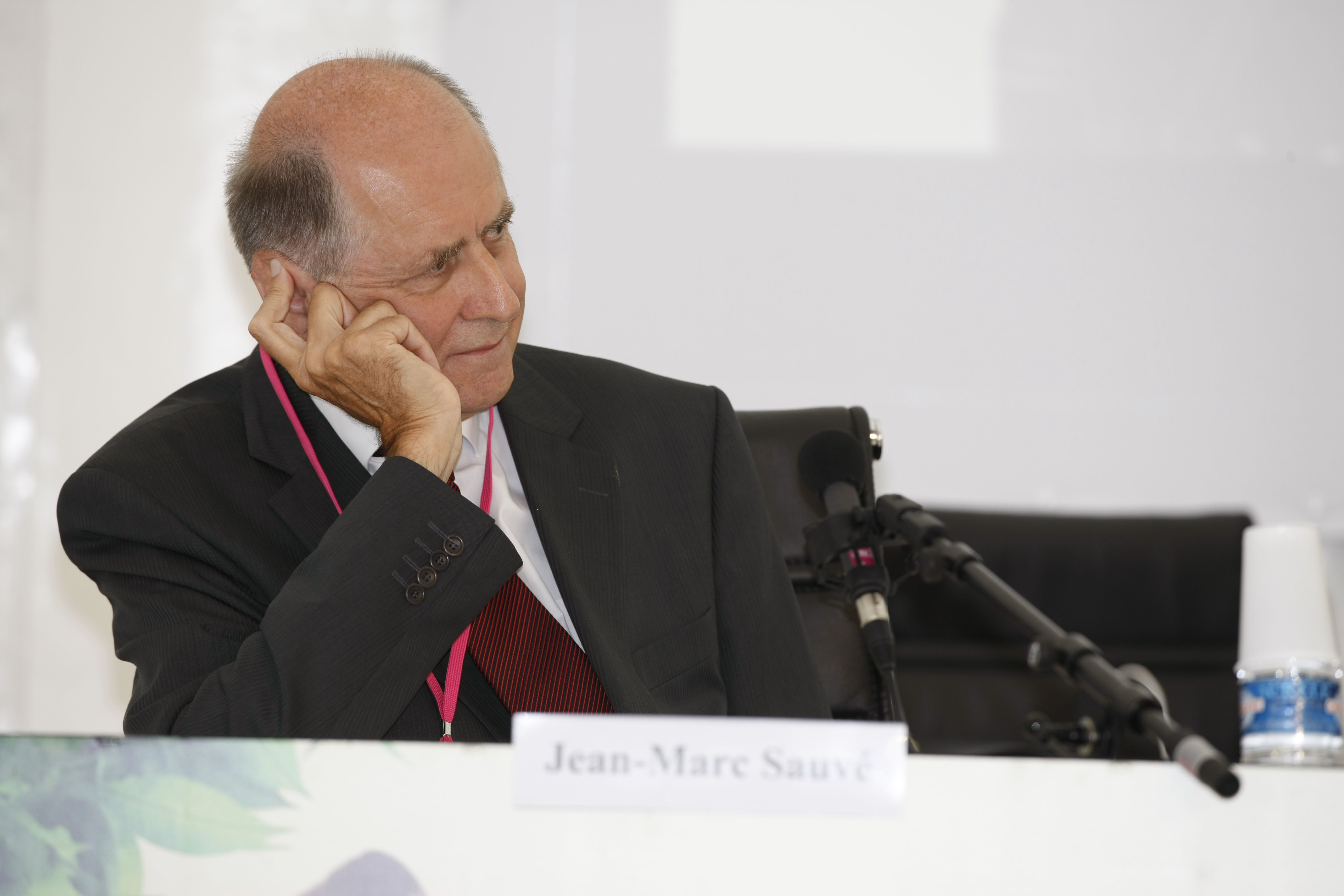
Jean-Marc Sauvé, presidente del IFSA.

- Presidente : Jean-Marc Sauvé, vicepresidente del Consejo de Estado francés
- Secretario general : Terry Olson, Consejero de Estado y delegado para las relaciones internacionales del Consejo de Estado francés
- Tesorero : Bruno Rémond, Consejero para los tribunales financieros y profesor en el Instituto de Estudios Políticos de París (Sciences Po París)

El directorio de la IFSA se reúne regularmente para determinar los grandes objectivos de la asociación.

## Divisiones regionales
Al nivel regional, la IFSA está dividida en ocho secciones:
- I.F.S.A Languedoc-Roussillon
- I.F.S.A Nord-Pas-de-Calais
- I.F.S.A Picardie
- I.F.S.A Centre-Poitou-Limousin
- I.F.S.A Sección Ouest
- I.F.S.A Rhône-Alpes
- I.F.S.A Est
- I.F.S.A Haute-Normandie

## Instancias internacionales
La IFSA es la sección francesa de la IISA: el Instituto internacional de ciencias administrativas basado en Bruxelas.

## Vínculos con el Consejo de Estado
Vinculado con el Consejo de Estado francés, la IFSA es tradicionalmente presidida por el vicepresidente del Consejo de Estado.

## Membership
Pueden ser miembros de la IFSA personas físicas como personas morales.

## Miembros conocidos
- Renaud Denoix de Saint Marc, antiguo presidente de la IFSA, antiguo vicepresidente del Consejo de Estado francés, miembro del Consejo Constitucional
- Franck Moderne, profesor de derecho
- Jacqueline Morand-Deviller, profesora de derecho administrativo
- Anicet Le Pors, antiguo ministro
- Roland Drago, profesor de derecho

## Publicaciones
- El juez administrativo y Europa: el diálogo de los jueces, actos del 50iento coloquio aniversario de los tribunales administrativos por el Instituto Francés de Ciencias Administrativas en colaboración con Henri Oberdorff et Boleslaw Lukaszewicz, enero de 2004
- El renacimiento y la ordenación del territorio, por el Instituto Francés de Ciencias Administrativas en colaboración con Jacques Fialaire, enero de 2002
- Servicios públicos y vínculo social, por el Instituto Francés de Ciencias Administrativas en colaboración con Severine Decreton, enero de 1999
- El juez administrativo al principio del siglo XXI: actos del coloquio del 40ano aniversario de los Tribunales administrativos organizado los 11 y 12 de marso de 1994 por el Instituto Francés de Ciencias Administrativas en colaboración con Henri Oberdorff, Guy Gardavaud, enero de 1995
- La cooperación jurídica internacional: sexta jornada internacional del derecho por el Instituto Francés de Ciencias Administrativas en colaboración con la asociación para una fundacióon nacional de los estudios de derecho, enero de 1994
- La administración de la educación nacional por el Instituto Francés de Ciencias Administrativas, enero de 1992
- La decisión en la educación nacional por el Instituto Francés de Ciencias Administrativas en colaboración con Gerard Marcou, Claude Durand-Prinborgne, Jean-Paul Costa, enero de 1992
- La evolución de las relaciones entre administración y los usuarios por el Instituto Francés de Ciencias Administrativas en colaboración con Celine Wiener, enero de 1991
- Rationality, Efficiency, and Productivity: Concepts and Applicability in Public Administration of Developing Countries por la UNESCO y el Instituto Francés de Ciencias Administrativas en colaboración con Sathaban Bandit Phatthanaborihansat, Juree Namsirichai Vichit-Vadakan, Francois Poulin, janvier 1989
- El presupuesto del Estado por el Instituto Francés de Ciencias Administrativas, enero de 1988